# Sinostrangalis clermonti
Sinostrangalis clermonti là một loài bọ cánh cứng trong họ Cerambycidae.